# Call Me If You Get Lost
Call Me If You Get Lost (estilizado en mayúsculas; en español: Llámame si te pierdes) es el séptimo álbum de estudio del rapero y productor estadounidense Tyler, the Creator. Fue lanzado el 25 de junio de 2021 a través de Columbia Records. El álbum está narrado entre canciones por DJ Drama y presenta colaboraciones de 42 Dugg, YoungBoy Never Broke Again, Ty Dolla Sign, Lil Wayne, Domo Genesis, Brent Faiyaz, Lil Uzi Vert, Pharrell Williams, Teezo Touchdown, Fana Hues y Daisy World. Tyler produjo mayormente el álbum junto a Jamie xx y Jay Versace. 
El álbum marca un alejamiento de la estética más ligera y conmovedora de Igor (2019) y Flower Boy (2017) a favor de ritmos descarados y rimas crudas, influenciados por la serie de mixtapes Gangsta Grillz de DJ Drama. Los géneros del álbum abarcan hip hop, pop, jazz, soul y reggae. La portada muestra una tarjeta de identificación de un personaje llamado "Tyler Baudelaire" en referencia al poeta francés Charles Baudelaire, cuyo trabajo ha sido considerado por los periodistas musicales como comparable a la naturaleza explícita y los temas de la música de Tyler.
Call Me If You Get Lost fue apoyado por dos sencillos: «Lumberjack» y «WusYaName», ambos lanzados con videos musicales. El álbum recibió elogios generalizados de la crítica y ha sido descrito como una mezcla de estilos, con toques de nostalgia a lo largo de su producción. Algunos críticos compararon el álbum con su lanzamiento anterior, Igor. Fue nombrado entre los mejores álbumes de 2021 por las listas de fin de año de varias publicaciones. El álbum debutó en el número uno en el Billboard 200 de EE. UU., convirtiéndose en el segundo álbum número uno de Tyler, the Creator en dicho país. Ganó el premio al Mejor Álbum de Rap en los Premios Grammy de 2022, dándole a Tyler su segundo Grammy.

## Concepto
La portada muestra un documento de identidad con la foto de Tyler The Creator para un personaje llamado "Tyler Baudelaire" en referencia al poeta francés Charles P. Baudelaire. Según Matthew I. Ruiz de la revista Pitchfork Media, Baudelaire, el personaje que Tyler interpreta a lo largo del álbum, «es un representante de la nueva mundanalidad de Tyler y su incapacidad para aprovechar esa sofisticación en la relación de sus sueños».
Cuando Tyler reveló la portada del álbum, se creyó inicialmente que estaba inspirada en la portada del álbum Return To The 36 Chambers: The Dirty Version del rapero estadounidense Ol' Dirty Bastard. Tyler negó esto más tarde por su cuenta de Twitter.

## Promoción y lanzamiento
El 9 de junio de 2021, se vio una valla publicitaria para el lanzamiento del álbum en Los Ángeles, que fue seguida por más avistamientos en otras ciudades importantes de todo el mundo. La cartelera decía "Call me if you get lost" e incluía el número de teléfono +1 (855) 444-8888, que cuando se lo llamabas, se escuchaba un mensaje grabado de una conversación entre Tyler The Creator y su madre. Esa grabación está en el álbum como la canción «Momma Talk». Poco después, se descubrió un sitio web que hace referencia a la cartelera y al número de teléfono, que parece ser otro aspecto de la promoción del álbum.
El 14 de junio, Tyler se burló de la nueva música en un video corto titulado «Side Street», en el que se muestra a sí mismo sosteniendo un perro mientras se besa con una mujer. También hay un cameo del miembro de Odd Future, Taco Bennett, más cerca del final del video. Tyler dirigió el video bajo el apodo de su alterego Wolf Haley. El 15 de junio, Tyler tuiteó el número de teléfono que se vio en las vallas publicitarias la semana anterior, confirmando su participación. 
El 16 de junio, Tyler lanzó el primer sencillo y quinta canción del álbum, titulado «Lumberjack», que fue acompañada de un video musical corto, también dirigido por el propio Tyler como Wolf Haley, la canción tiene una muestra de «2 Cups Of Blood» del grupo estadounidense Gravediggaz. Al día siguiente, 17 de junio, Tyler confirmó oficialmente el título del álbum como Call Me If You Get Lost y anunció una fecha de lanzamiento para el 25 de junio. También anunció la portada y el merchandising a través de su marca de ropa urbana Golf Wang. 
El 22 de junio, Tyler lanzó el segundo sencillo y cuarta canción del álbum, titulado «Wusyaname», también acompañado de un video musical corto autodirigido. Empleando elementos del rhythm and blues de los años 1990, esta canción tiene una muestra de «Back Seat (Wit No Sheets)» del grupo estadounidense H Town y, a diferencia de «Lumberjack», se parece mucho a sus álbumes más recientes. El 23 de junio, Tyler lanzó otro teaser para el álbum en forma de un sketch autodirigido titulado "Brown Sugar Salmon". El video muestra a Tyler, conocido como «Sir Baudelaire», en un tren en el que intenta pedir una comida sin tener éxito. 
Tras el lanzamiento del álbum el 25 de junio de 2021, Tyler lanzó un video para acompañar la canción «Juggernaut». Aunque incluye los versos invitados de Pharrell Williams y Lil Uzi Vert, solo el propio Tyler aparece en el video. El 27 de junio, Tyler lanzó un video musical de la canción "Corso", en el video, Tyler se presenta en una fiesta de cumpleaños en compañía de DJ Drama. El 8 de julio, Tyler lanzó un video musical de «Lemonhead», el video solo incluye su verso.

### Gira musical
El 3 de agosto, Tyler anunció la gira musical Call Me If You Get Lost a partir de febrero de 2022. La etapa norteamericana cuenta con aproximadamente 35 espectáculos y tendrá aparciones de Kali Uchis, Vince Staples y Teezo Touchdown.

## Lista de canciones
| N.º   | Título                                                                           | Letras | Duración |  |
| 1.    | «Sir Baudelaire» (con DJ Drama)                                                  | William E. Cobham, Tyler G. Okonma                                                                                      | 1:28     |  |
| 2.    | «Corso» (con DJ Drama)                                                           | James Asher, Tyler G. Okonma                                                                                            | 2:26     |  |
| 3.    | «Lemonhead» (con Frank Ocean, 42 Dugg y DJ Drama)                                | Dion M. Hayes, Tyler G. Okonma                                                                                          | 2:10     |  |
| 4.    | «Wusyaname» (con Youngboy Never Broke Again, Ty Dolla Sign y DJ Drama)           | Bishop Burrell, Delando Conner, Solomon Conner, Kentrell D. Gaulden, Tyrone W. Griffin, Darryl Jackson, Tyler G. Okonma | 2:01     |  |
| 5.    | «Lumberjack» (con DJ Drama y Jasper Dolphin)                                     | Anthony I. Berkeley, Robert F. Diggs, Arnold Hamilton, Paul E. Huston, Tyler G. Okonma, Lawrence E. Willis              | 2:18     |  |
| 6.    | «Hot Wind Blows» (con Lil Wayne y DJ Drama)                                      | Dwayne M. Carter, Norman Gimbel, Enrico N. Mancini, Tyler G. Okonma                                                     | 2:35     |  |
| 7.    | «Massa» (con DJ Drama)                                                           | Tyler G. Okonma, Pharrell L. Williams                                                                                   | 3:43     |  |
| 8.    | «Runitup» (con Teezo Touchdown y DJ Drama)                                       | Tyler G. Okonma, Aaron Thomas                                                                                           | 3:49     |  |
| 9.    | «Manifesto» (con Domo Genesis y DJ Drama)                                        | Barry E. Carter, Dominique M. Cole, Tyler G. Okonma                                                                     | 2:55     |  |
| 10.   | «Sweet / I Thought You Wanted To Dance» (con Fana Hues, DJ Drama y Brent Faiyaz) | Fil Callender, Fana Hughes, Tyler G. Okonma, Christopher B. Wood                                                        | 9:48     |  |
| 11.   | «Momma Talk»                                                                     | Tyler G. Okonma, Louisa Whitman                                                                                         | 1:10     |  |
| 12.   | «Rise!» (con Daisy World y DJ Drama)                                             | Daisy Hamel, Tyler G. Okonma, Jamie T. Smith                                                                            | 3:23     |  |
| 13.   | «Blessed»                                                                        | Tyler G. Okonma | 0:57     |  |
| 14.   | «Juggernaut» (con DJ Drama, Pharrell Williams y Lil Uzi Vert)                    | Tyler G. Okonma, Pharrell L. Williams, Symere B. Woods                                                                  | 2:26     |  |
| 15.   | «Wilshire»                                                                       | Tyler G. Okonma | 8:35     |  |
| 16.   | «Safari» (con DJ Drama)                                                          | Jahlil Gunter, Tyler G. Okonma                                                                                          | 2:57     |  |
| 52:41 |                                                                                  | |          |  |

| Versión física |                           |                                                                                     |          |  |
| N.º            | Título                    | Letras                                                                              | Duración |  |
| 16.            | «Fishtail» (con DJ Drama) | Amber J. Croskey, Eliot P. Dubock, Tyler G. Okonma, Thomas Paldino, Alvin L. Worthy | 3:25     |  |
| 53:09          |                           |                                                                                     |          |  |

| Call Me If You Get Lost: The Estate Sale |                                              |               |          |  |
| N.º                                      | Título                                       | Productor(es) | Duración |  |
| 17.                                      | «Everything Must Go»                         |               | 0:28     |  |
| 18.                                      | «Stuntman» (con Vince Staples)               |               | 3:20     |  |
| 19.                                      | «What a Day»                                 |               | 3:37     |  |
| 20.                                      | «Wharf Talk» (con ASAP Rocky)                |               | 3:24     |  |
| 21.                                      | «Dogtooth»                                   |               | 2:41     |  |
| 22.                                      | «Heaven to Me»                               |               | 3:51     |  |
| 23.                                      | «Boyfriend, Girlfriend (2020 Demo)» (con YG) |               | 3:24     |  |
| 24.                                      | «Sorry Not Sorry»                            |               | 3:26     |  |

## Certificaciones
| País           | Organismo certificador | Certificación | Ventas certificadas | Ref.   |
| -------------- | ---------------------- | ------------- | ------------------- | ------ |
| Canadá         | Music Canada           | Oro           | 40 000              | [ 6 ]  |
| Dinamarca      | IFPI Dinamarca         | Oro           | 10 000              | [ 7 ]  |
| Estados Unidos | RIAA                   | Platino       | 1 000               | [ 8 ]  |
| Francia        | SNEP                   | Oro           | 50 000              | [ 9 ]  |
| Noruega        | IFPI Noruega           | Oro           | 10 000              | [ 10 ] |
| Nueva Zelanda  | Recorded Music NZ      | Oro           | 7 500               | [ 11 ] |
| Polonia        | ZPAV                   | Oro           | 10 000              | [ 12 ] |
| Reino Unido    | BPI                    | Oro           | 100 000             | [ 13 ] |

## Muestras
| 1. Sir Baudelaire: - "Siesta" de Billy Cobham. 2. Corso: - "Oriental Workload" de James Asher. 4. Wus Ya Name: - "Back Seat (Wit No Sheets)" de H Town. 5. Lumberjack: - "2 Cups Of Blood" de Gravediggaz. - "Hihache" de Lafayette Afro Rock Band. - "Inner Crisis" de Larry Willis. 6. Hot Wind Blows: - "Slow Hot Wind" de Penny Goodwin. 7. Massa: - "If It's In You To Do Wrong" de The Impressions. | 9. Manifesto: - "I'm Gonna Love You Just A Little More Babe" de Jimmy Smith. 10. Sweet / I Thought You Wanted To Dance: - "Is Anyone There?" de Hookfoot. - "Baby My Love" de The In Crowd y Jah Stitch. 16. Safari: - "Farewell My Love" de Ebony Expressions. Versión física 16. Fishtail: - "Lessie" de Westside Gunn. |